# 183403 Gal
183403 Gal è un asteroide della fascia principale. Scoperto nel 2002, presenta un'orbita caratterizzata da un semiasse maggiore pari a 3,0768189 UA e da un'eccentricità di 0,0263694, inclinata di 10,36645° rispetto all'eclittica.